# Pucará de Quitor
El pucará de Quitor es una construcción preincaica ubicada a 3 km al norte de San Pedro de Atacama, Provincia de El Loa (Región de Antofagasta) que data del siglo xii. Está hecha de piedras que trepan un cerro a modo de fortaleza con un muro defensivo perimetral, actualmente es considerada un monumento nacional de la República de Chile.
Su localización está en un recodo de la quebrada por cuyo cauce fluyen las aguas del río San Pedro o río Grande y sobre un plano inclinado de fuerte pendiente, se encuentran las ruinas de Pukara de Quitor. Toma su nombre de la agrupación agraria prehispánica, el "Ayllu" de Quitor", cuyos campos de cultivo nacen al pie del Pucará Quitor, fortaleza erigida en el transcurso del siglo XII, como una respuesta a los designios expansionistas de los vecinos aymaras. En Quitor, todas las construcciones son de piedra, generalmente sin cantear y extraída del banco de liparita, sobre el cual está sentado.
Las viviendas y su pequeño silo adjunto, los recintos defensivos que se advierten en la periferia y adscritos al mismo muro defensivo, los recintos que almacenan granos y las atalayas, cubren en número de 160 y en una superficie de 2,9 ha. Buena parte de la ladera descrita tiene desde su base contigua a los campos de cultivo hasta su punto culminante, una altura de 80 m.
Las techumbres son siempre de una sola agua, planas o de muy poca inclinación: las mismas técnicas han sido usadas tanto en Quitor como en Lasana: vigas de chañar o algarrobo, ramas, paja de Ichu, cubiertas de barro.
Sobre el cerro de Quitor se encuentra el Pukará (Fuerte) de Quitor, construido por el Pueblo Atacameño para defenderse de otros pueblos que habitaban Sudamérica principalmente de los Aimara, se encuentra una gran ciudad defensiva de las pocas que tenemos en Chile de un pueblo indígena como lo es el Atacameño. 
Mantenía una población estable, con actividades de subsistencia, como la recolección de chañar (fruto dulce del árbol de mismo nombre) y de algarrobo, con agricultura y pastoreo. Además se realizaban actividades como cerámica, metalurgia en cobre, textiles, cestería, artesanía en madera y piedra, lo que muestra un alto nivel técnico y una organización social y económica avanzada para la época.
El Pukará de Quitor era principalmente de defensa, ante eventuales asedios bélicos, con una labor económica subsidiaria, para proteger las rutas comerciales, por lo que su situación era importante. Este pukará se sitúa en la ladera sur de la quebrada en la Cordillera de la Sal, por la que fluye el río San Pedro. Está construido en una piedra rojiza, que con el sol y la arena se ve hasta blanquecina. En época de paz los pukarás eran utilizados por los caudillos Atacameños para imponer su autoridad sobre las aldeas circundantes. 
La altura máxima del cerro en el que se ubica alcanza 80 metros, desde esta altura se podía controlar el avance de los enemigos, y el espacio en el que se distribuyen las construcciones abarca unos 24.000 m². El pukará está rodeado por un muro serpenteante, que servía de primera línea defensiva. 
El pukará se extiende por el cerro a modo de terrazas, sirviendo las empinadas laderas de defensa adicional. 
Las construcciones, circulares o cuadradas, constaban generalmente de un solo ambiente, aunque en algunos casos estaban divididas en dos, y en la mayoría había una estructura más pequeña, que se cree que era utilizada como silo, donde almacenaban maíz, madera y otras provisiones. Se han registrado alrededor de 200 estructuras que forman conjuntos arquitectónicos separados por vías de acceso y espacios entre los recintos. Las estructuras de mayores dimensiones probablemente eran plazas, espacios de uso comunal o corrales. 
La Pukará de Quitor es una antigua ciudadela utilizada como fortaleza indígena, la cual data de más de 700 años siendo declarado Monumento Nacional por Chile en 1982. Su construcción preincaica data del siglo xii. Está hecho en piedras que trepan un cerro a modo de fortaleza con un muro defensivo perimetral. Las ruinas de Pukará de Quitor se encuentran ubicadas en un recodo de la quebrada por cuyo cauce fluyen las aguas del río San Pedro o río Grande y sobre un plano inclinado de fuerte pendiente, cuyos campos de cultivo nacen al pie del Pukará Quitor.
En Quitor, todas las construcciones son de piedra, generalmente sin cantear y extraída del banco de liparita, sobre el cual está sentado. Las viviendas y su pequeño silo adjunto, los recintos defensivos que se advierten en la periferia y adscritos al mismo muro defensivo, los recintos que almacenan granos y las atalayas, cubren en número de 160 y en una superficie de 2,9 hectáreas.